# Gare de Manlay
La gare de Manlay est une gare ferroviaire française de la ligne de Cravant - Bazarnes à Dracy-Saint-Loup, située sur le territoire de la commune de Manlay dans le département de la Côte-d'Or, en région Bourgogne-Franche-Comté.

## Situation ferroviaire
Établie à 432 mètres d'altitude, la gare de Manlay est située au point kilométrique (PK) 291,478 de la ligne de Cravant - Bazarnes à Dracy-Saint-Loup entre les gares de Liernais et de Cordesse - Igornay. (s'intercalent les haltes fermées de Brazey-en-Morvan et de Barnay en Saône-et-Loire).
C'est la dernière gare Côte-d'Orienne dans le sens Avallon-Autun.

## Histoire
La gare de Manlay est mise en service le 23 août 1882 par la Compagnie des chemins de fer de Paris à Lyon et à la Méditerranée (PLM), lorsqu'elle ouvre à l'exploitation la troisième et dernière section de Maison-Dieu à Dracy-Saint-Loup, de sa « ligne de Cravant - Bazarnes à Dracy-Saint-Loup ».
Elle bénéficiait d'une voie d'évitement et d'une halle à marchandises, le Château-d'eau est toujours présent.
Depuis le 11 décembre 2011, à la suite de la fermeture du trafic voyageurs de la ligne Avallon-Autun, la gare n'est plus desservie par le rail, le trafic marchandises à quant à lui été suspendu en 2015.

## Tourisme
Les voies ferrées de la gare sont utilisées par un service touristique de cyclo-draisine appelé "Vélorail du Morvan", premier vélo-rail à assistance électrique de France, inauguré le 15 juin 2018. Il relie la gare de Cordesse - Igornay (départ), située en Saône-et-Loire, à la gare de Manlay (arrivée), soit 22 km de parcours au cœur du Morvan.